# موكب الحب (فلم)
موكب الحب (بالإنجليزية: The Love Parade) هو فيلم كوميدي تم إنتاجه في الولايات المتحدة وصدر في سنة 1929.

## ترشيحات وجوائز
| السنة | الحدث  | الفئة     | النتيجة |
| ----- | ------ | --------- | ------- |
| 1930  | أوسكار | أفضل فيلم | ترشـيـح |

## وصلات خارجية
- مقالات تستعمل روابط فنية بلا صلة مع ويكي بيانات